# Казанське сільське поселення (Сернурський район)
Каза́нське сільське поселення (рос. Казанское сельское поселение) — муніципальне утворення у складі Сернурського району Марій Ел, Росія. Адміністративний центр — село Казанське.

## Населення
Населення — 1267 осіб (2019, 1508 у 2010, 1554 у 2002).

## Склад
До складу поселення входять такі населені пункти:
| Населений пункт           | Населення, осіб (2002) | Населення, осіб (2010) |
| ------------------------- | ---------------------- | ---------------------- |
| Василенки, присілок       | 55                     | 49                     |
| Єрмилово, присілок        | 0                      | -                      |
| Казанське, село           | 1303                   | 1240                   |
| Козаково, присілок        | 26                     | 23                     |
| Клубеничне Поле, присілок | 43                     | 42                     |
| Мітрінер, присілок        | 4                      | 6                      |
| Осиновий Ключ, присілок   | 14                     | 18                     |
| Пуртово, присілок         | 0                      | -                      |
| Семенсола, присілок       | 54                     | 56                     |
| Трубицино, присілок       | 0                      | 1                      |
| Шабиково, присілок        | 51                     | 70                     |
| Шамісола, присілок        | 4                      | 3                      |
| Шарніно, присілок         | 0                      | -                      |